# Joël Gaspoz
Joël Gaspoz (ur. 25 września 1962 w Morgins) – szwajcarski narciarz alpejski. Jego najlepszym występem na igrzyskach było 7. miejsce w gigancie na igrzyskach w Lak Placid, na mistrzostwach świata najlepszym jego wynikiem było 4. miejsce w gigancie na mistrzostwach świata w Schladming. Najlepsze wyniki w Pucharze Świata osiągnął w sezonie 1986/1987 kiedy to zdobył małą kryształową kulę w gigancie, a w klasyfikacji generalnej zajął 4. miejsce. Małą kryształową kulę w gigancie zdobył także w sezonie 1985/1986.

## Sukcesy

### Puchar Świata

#### Miejsca w klasyfikacji generalnej
- 1979/1980 – 17.
- 1980/1981 – 11.
- 1981/1982 – 7.
- 1982/1983 – 77.
- 1983/1984 – 28.
- 1984/1985 – 40.
- 1985/1986 – 19.
- 1986/1987 – 4.
- 1987/1988 – 35.
- 1988/1989 – 86.

#### Zwycięstwa w zawodach
1. Aprica – 8 grudnia 1981 (gigant)
2. Kranjska Gora – 20 grudnia 1985 (gigant)
3. Kranjska Gora – 3 stycznia 1986 (gigant)
4. Lake Placid – 19 marca 1986 (gigant)
5. Alta Badia – 15 grudnia 1986 (gigant)
6. Kranjska Gora – 19 grudnia 1986 (gigant)
7. Wengen – 18 stycznia 1987 (slalom)